# Peugeot 101
 (avril 2024).
Si vous disposez d'ouvrages ou d'articles de référence ou si vous connaissez des sites web de qualité traitant du thème abordé ici, merci de compléter l'article en donnant les références utiles à sa vérifiabilité et en les liant à la section « Notes et références ».
Le Peugeot 101 est un cyclomoteur lancé en 1967. Il succède à la famille des Peugeot BB lancée dans les années 1950.
Le 101 a été lancé conjointement avec le 102, modèle très similaire mais qui possède une mécanique plus puissante (carburateur et pipe d'admission différents, essentiellement).
La conception est classique, avec un cadre en acier embouti soudé. Selon les versions, le réservoir fait partie du tube diagonal ou est accroché sous la selle.
Le moteur est situé en position centrale basse et entraîne un plateau par une courroie. L'embrayage centrifuge automatique est disposé en sortie de vilebrequin côté gauche. L'allumage par magnéto et rupteur (sans batterie) est positionné sous un capot côté droit du vilebrequin.
La roue arrière, dotée d'un grand plateau, est entraînée par une chaine via un pignon réducteur qui est solidaire du plateau.
Des pédales et un plateau permettent de rouler en position vélo comme le voulait la loi sur les cyclomoteurs. Elles servent également à démarrer le moteur en pédalant sur la béquille, mais aussi à gravir les côtes quand le petit moteur ne suffit plus malgré les publicités d'époque très optimistes !
Le 101 a existé sous plusieurs formes aux apparences très différentes :
- La version avec gros réservoir de forme complexe monté à cheval sur la poutre avant (photo)

- La version à poutre plate et réservoir sous la selle et petites roues versions MR, MT
- La version avec petit réservoir en amande dans la poutre avant (comme les 103) versions S, T

Le 101 a eu une longue carrière qui s'est arrêtée dans les années 1980. Au cours des années 1970 puis 80, il a servi de bas de gamme économique à la famille "100" (101-102-103-104-105).

## Caractéristiques
- Transmission primaire par courroie sur une grande poulie-plateau et secondaire par chaine et grand plateau
- Refroidissement par air à ailettes sur bloc moteur
- Motorisation 49,9 cm3
- Puissance 1 cheval vapeur environ
- Démarrage par pédalage sur béquille. On pouvait également démarrer à la "poussette" en courant à côté.
- Vitesse 35 km/h
- Suspension :
  - arrière : aucune
  - avant : fourche télescopique en option
- Freinage : tambour arrière, patins avant sur jante mais tambour en option
- Consommation : 1,6 L/100 (données constructeur)

Cyclomoteur simple d'utilisation et d'entretien, destiné à tous publics.

Peugeot 101
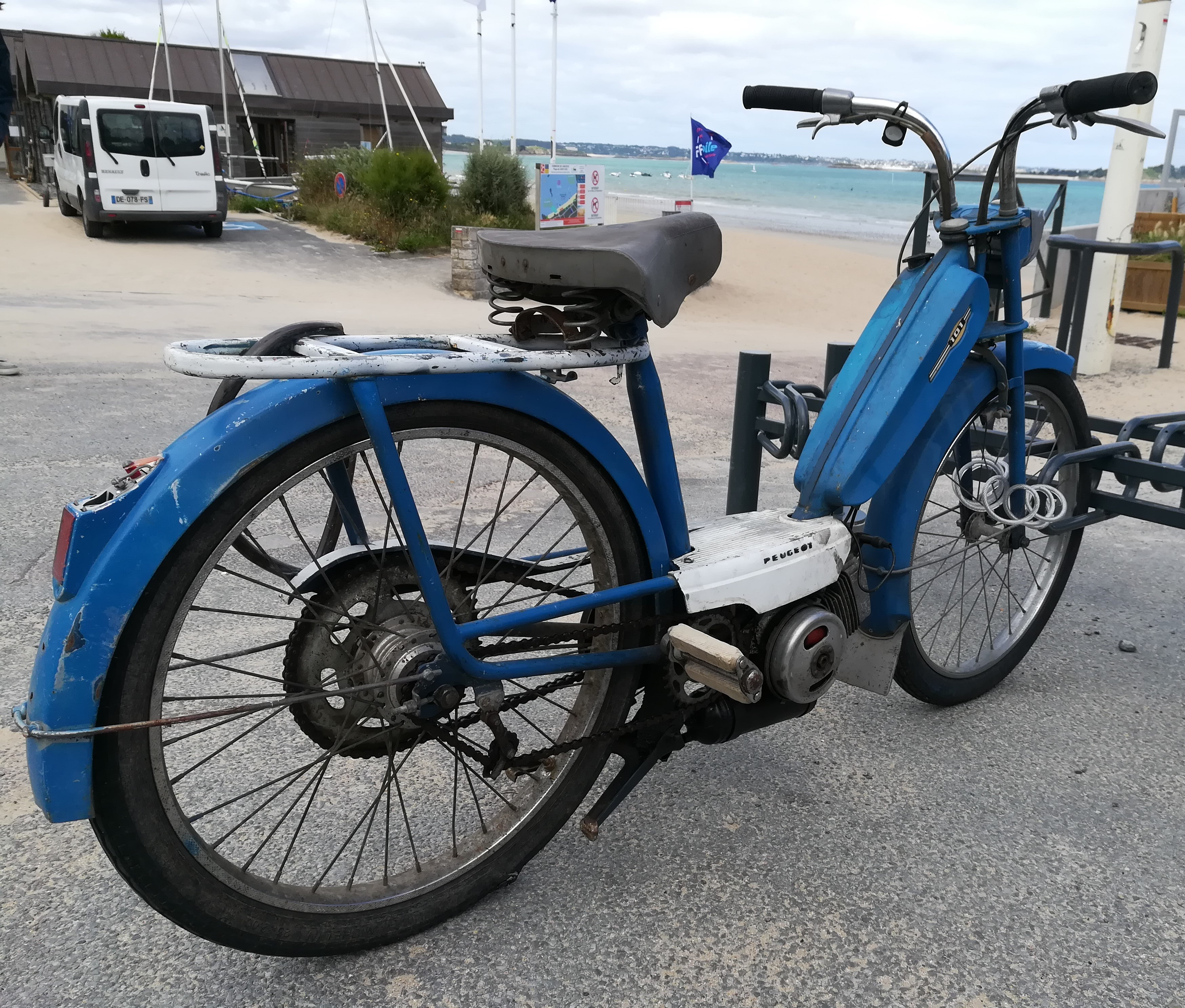
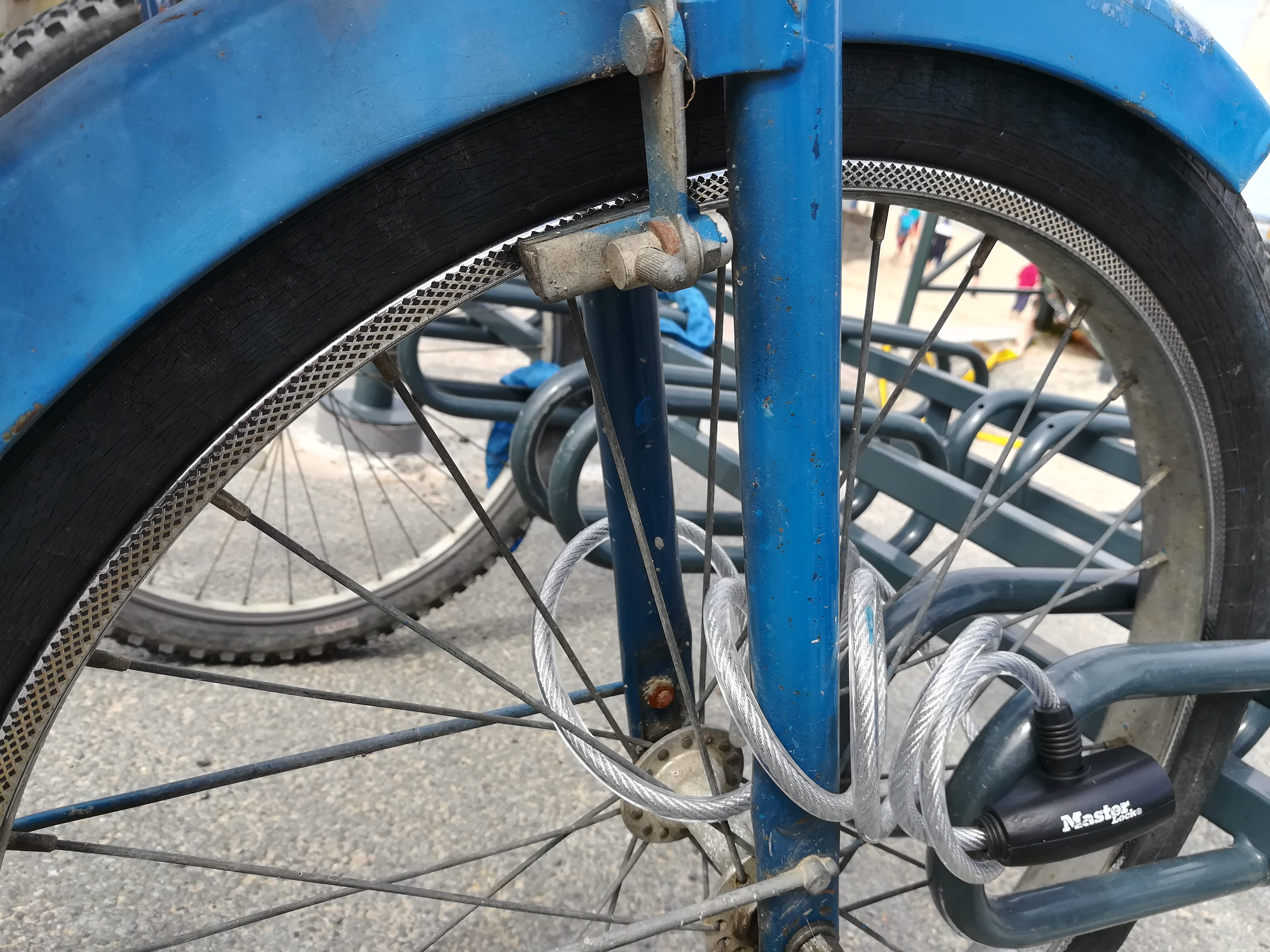
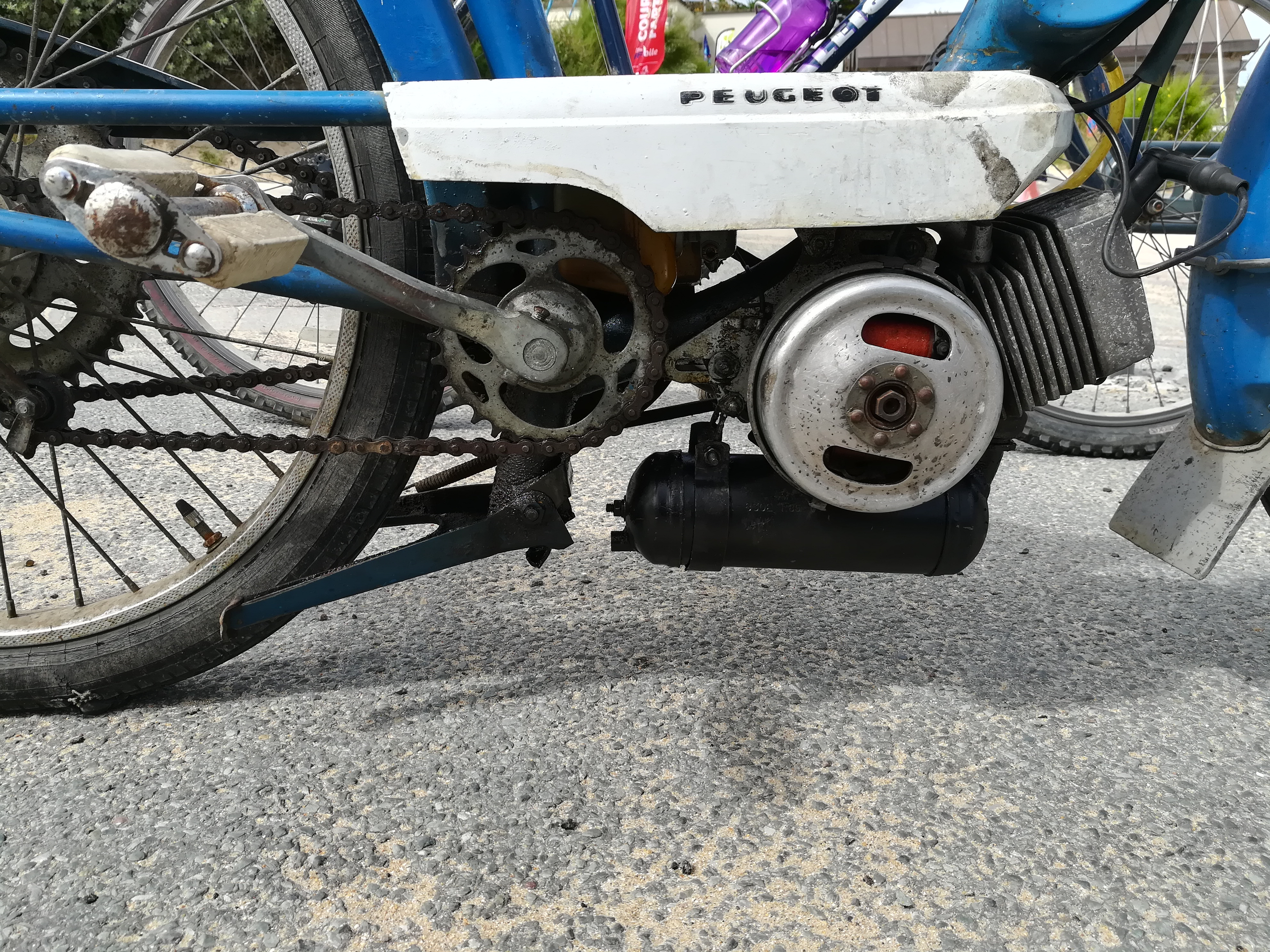
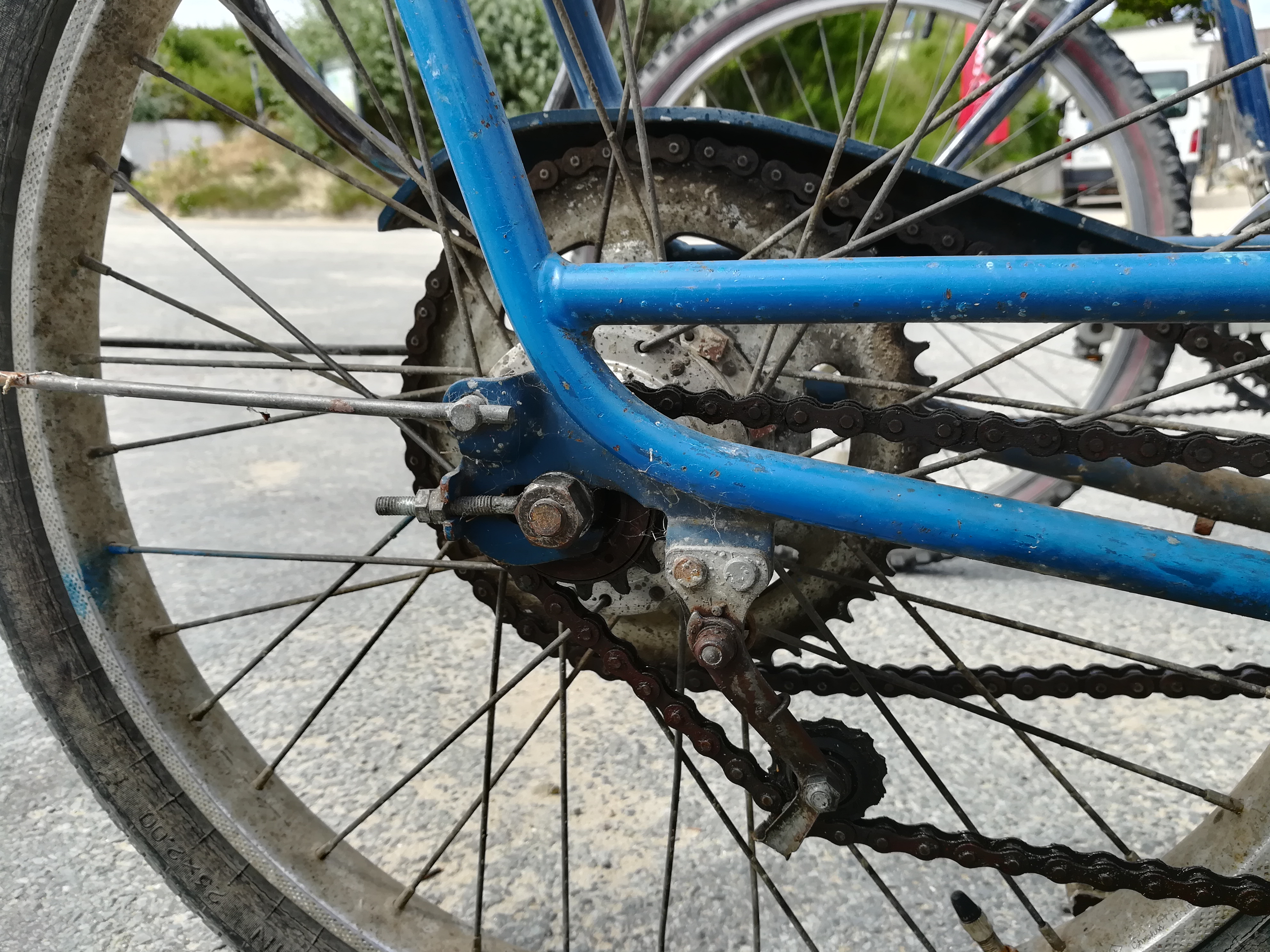